# Airel
Airel é uma comuna francesa na região administrativa da Normandia, no departamento Mancha. Estende-se por uma área de 10,12 km². Em 2010 a comuna tinha 553 habitantes (densidade: 54,6 hab./km²).